# Стэйси, Ким
Ким Стейси (англ. Kim Stacey; род. 3 мая 1980 года, Конкорд, Нью-Гэмпшир, США) — американская сноубордистка, выступавшая в хафпайпе.
- Чемпионка мира в хафпайпе (1999);
- Бронзовый призёр зачёта Кубка мира по сноуборду в хафпайпе (1998/1999);
- 2-кратная победительница и многократный этапов Кубка мира в хафпайпе (всего - 10 подиумов);
- Бронзовый призёр чемпионата мира среди юниоров в хафпайпе (1997);
- Чемпионка США в хафпайпе (2000).